# Gabriela Sedláková
Gabriela Sedláková (Checoslovaquia, 2 de marzo de 1968) es una atleta checoslovaca retirada especializada en la prueba de 800 m, en la que consiguió ser subcampeona mundial en pista cubierta en 1987.

## Carrera deportiva
En el Campeonato Mundial de Atletismo en Pista Cubierta de 1987 ganó la medalla de plata en los 800 metros, con un tiempo de 2:01.85 segundos, tras la alemana Christine Wachtel (oro con 2:01.32 segundos que fue récord de los campeonatos) y por delante de la soviética Lyubov Kiryukhina.